# Mont Tomi
Le mont Tomi (富山, Tomi-san) est une montagne située en bordure septentrionale de la ville de Minamibōsō au sud de la préfecture de Chiba. La montagne est composée de deux pics. Celui au nord, appelé pic Konpira, culmine à 349 m d'altitude et celui au sud, appelé pic Kannon, à 342 m. Le mont Tomi est l'une des montagnes du district de montagne Mineoka (en) des collines de Bōsō.

## Toponymie
Le kanji pour écrire le nom du mont Tomi, 富, signifie « aisance » ou « abondance ». Le nom du mont proviendrait du personnage semi-mythique Ame-no-tomi-no-mikoto (天富命). Selon la tradition, Ame-no-tomi-no-mikoto, historiquement associé à l'empereur Jinmu, a développé la région de la péninsule de Bōsō et est à présent associé au proche Awa-jinja. L'ancienne ville de Tomiyama, à présent absorbée dans Minamibōsō, tient son nom de celui de la montagne.

## Parc préfectoral du mont Tomi
La zone autour de la montagne a été désignée parc préfectoral du mont Tomi (富山県立自然公園). La base occidentale du mont Tomi est riche en feuillus, dont des castanopsis, des chênes, des camélias ainsi que de grandes plantations de cèdres japonais.

## En littérature
Le Tomi-san sert de décor au roman épique en 106 volumes Nansō satomi hakkenden (南總里見八犬傳) de Kyokutei Bakin publié à la fin de l'époque d'Edo entre 1814 et 1842. Dans le roman, le mont Tomi est appelé Toyama, refuge de la princesse Fuse.